# Poljarny
Poljarny (russisk: Полярный; betyder "Arktisk") er en lukket by på 16.800 indbyggere (2005), beliggende på Kolahalvøen i Murmansk oblast i det nordvestlige Rusland ca. 33 km fra Murmansk. Byen gik indtil 1939 under navnet "Aleksandrovsk" (Александровск).
I Poljarny ligger det russiske skibsværft nr. 10 som under Sovjetunionen stod for konstruktionen af atomdrevne ubåde til den sovjetiske nordlige flåde. Værftet stod for de første sovjetiske atomubåde til den sovjetiske flåde i slutningen af 1950erne. Værftet er nu opbygget så det håndtere opmagasinering og afviklingen af tidligere atomubåde.